# Nickey Iyambo
Nickey Iyambo, né le 20 mai 1936 à Oneya (Oshikoto) et mort le 19 mai 2019 à Windhoek, est un homme politique et physicien namibien. Il est de 2015 à 2018, le premier vice-président de la république de Namibie.
Membre de la SWAPO, Iyambo est membre du cabinet de Namibie depuis son indépendance en mars 1990. Il est ministre de la Santé et des Services sociaux de 1990 à 1996, ministre des Gouvernements régionaux et locaux et du Logement de 1996 à 2002, ministre des Mines et de l'Énergie de 2002 à 2005, ministre de l'Agriculture, de l'Eau et des Forêts de 2005 à 2008, ministre de la Sûreté et de la Sécurité de 2008 à 2010, et ministre des Ancien combattants de 2010 à 2015. Il assure le poste de vice-président nouvellement créé en 2015 et reste en fonction jusqu'en 2018, date à laquelle il prend sa retraite en raison d'une mauvaise santé.

## Enfance et éducation
Nickey Iyambo est né à Oneya dans l'Ovamboland au Sud-Ouest africain, aujourd'hui situé dans la région de Oshikoto. Il passe sa scolarité dans une école fondée par des missionnaires finlandais près de chez lui. À la fin de ses études, il obtient un emploi et devient le premier maître de poste noir de Namibie de 1962 à 1963. Cependant, devenu membre de la SWAPO en 1960, il s'exile avec son parti en 1964, se rendant à pied en Angola, puis en Zambie et en Tanzanie. Il est l'un des premiers membres de la SWAPO à partir en exil et aide à établir des relations étroites entre la SWAPO et la Tanzanie de Julius Nyerere.
À ce moment-là, Ylioppilaiden kansainvälinen apu (YKA, « Secours international des étudiants ») cherche des nouveaux projets qu'il pourrait financer, et son directeur exécutif Martti Ahtisaari est informé de la présence d'Iyambo depuis la Tanzanie, YKA lui offre ainsi une bourse.  À la fin de 1965, Iyambo arrive en Finlande et trouve un logement à Domus Academica, l'unité de logement étudiant de l'Union des étudiants de l'université d'Helsinki, où il partage une chambre avec le futur politicien et gouverneur de la Banque de Finlande Erkki Liikanen. Iyambo commence ses études en langue finlandaise, et dans le même temps, il participe à la vie sociale des étudiants, à travers laquelle il devient ami avec de nombreux Finlandais et les aides à élever leur niveau de connaissance sur les affaires africaines, ce qui intéresse de plus en plus les Finlandais dans les années 1960. D'autre part, Iyambo lui-même se familiarise maintenant avec l'État-providence finlandais et le fonctionnement de la politique dans une démocratie,.
Iyambo étudie d'abord les sciences politiques à Helsinki, obtenant le diplôme intermédiaire de baccalauréat en sciences politiques, puis une maîtrise en 1970, après quoi il étudie la médecine, obtenant d'abord le titre de bachelor en médecine et, en 1980, le diplôme de licence en médecine, le qualifiant pour travailler comme médecin. Pendant ses études à l'Université d'Helsinki, Iyambo est un membre actif de l'Union étudiante (fi), et en même temps, au cours des premières années de ses études, de 1966 à 1971, Iyambo représente la SWAPO en Finlande et dans les pays nordiques.

## Carrière
Après avoir terminé ses études de médecine  Nickey Iyambo déménage en Angola et devient le chef des services médicaux du camp de réfugiés du Cuanza-Sud. Au moment de l'indépendance de la Namibie, Iyambo est l'un des premiers membres de la direction de la SWAPO à revenir en Namibie pour préparer le pays aux élections et recevoir les compatriotes exilés. Le fait que le processus de transition vers l'indépendance soit dirigé par son ancienne connaissance Martti Ahtisaari n'est pas insignifiant.
À l'indépendance du pays en mars 1990, Iyambo devient ministre de la Santé et des Services sociaux, occupant ce poste jusqu'en 1996. Par la suite, il est ministre des Gouvernements régionaux et locaux et du Logement de 1996 à 2002, ministre des Mines et de l'Énergie de 2002 à 2005 et ministre de l'Agriculture, de l'Eau et des Forêts de 2005 à 2008. Il est transféré au poste de ministre de la Sécurité et de la Sécurité le 8 avril 2008. Après deux ans à ce poste, il est nommé ministre des Anciens Combattants dans le deuxième cabinet du président Hifikepunye Pohamba, occupant ce poste de 2010 à 2015. Il est le plus ancien député de la SWAPO en 2014.
Aux côtés du président de la République Hage Geingob, Iyambo prête serment en tant que vice-président de la Namibie, le 21 mars 2015, devenant ainsi la première personne à occuper cette fonction. En tant que vice-président, il continue à diriger le ministère des anciens Combattants avec deux vice-ministres : Alexia Manombe-Ncube (en) et Royal ǀUiǀoǀoo (en).
S'exprimant en avril 2016, Geingob et Iyambo rejettent les accusations selon lesquelles Iyambo a été relégué à un rôle largement cérémonial. Iyambo explique qu'il a un programme de travail complet qui le tenait occupé jusqu'à minuit tous les jours.
En février 2018, Hage Geingob le retire du poste de vice-président pour cause de mauvaise santé et nommé Nangolo Mbumba comme successeur. Iyambo conserve le portefeuille ministériel des affaires des anciens combattants et des personnes marginalisées, et conserve également son siège au parlement.
Tôt le matin du 19 mai 2019, le président de la république Hage Geingob annonce le décès d'Iyambo à sa résidence de Windhoek à la suite d'une longue maladie, un jour avant son quatre-vingt-troisième anniversaire. En reconnaissance de sa position et de ses réalisations, Iyambo reçoit des funérailles d'État en Namibie.

## Distinctions
- Commandeur de première classe de l'Ordre du Lion de Finlande (Finlande) par la présidente de la République Tarja Halonen, le 18 mars 2011[11].
- Ordre du Soleil le plus brillant, première classe (Namibie), lors du jour des héros de 2014[12].